# Let's Go Away For Awhile
«Let's Go Away For Awhile» es una pieza instrumental escrita por Brian Wilson y editada por el grupo The Beach Boys, es la sexta pista del álbum Pet Sounds de 1966. Con una duración de 2:20, es la canción más corta de Pet Sounds, y la única compuesta íntegramente por Wilson.

## Composición
La canción fue compuesta y producida por Brian Wilson y se iba a titular originalmente "The Old Man and the Baby". Uno de los primeros títulos fue "Let's Go Away For Awhile (And Then We'll Have World Peace)" -el paréntesis es una referencia al álbum de comedia How to Speak Hip de Del Close y John Brent.
Wilson se pudo haber basado inconscientemente en la progresión de acordes similar al modo de como Burt Bacharach construiría sus composiciones, creyendo que Bacharach "tenía una algo muy profundo", que hizo Wilson ir en una dirección concreta con su música.
Brian declaró en 1967:

Aliqué un cierto juego de dinámica por el arreglo y la mezcla, yo ya lo había planificado durante las etapas más tempranas del tema. Pienso que los cambios de acordes son muy especiales. Usé muchos músicos para esta canción; doce violines, piano, cuatro saxos, un oboe, vibráfonos, una guitarra con una botella sobre las cuerdas para crear un efecto de guitarra semi-acero. También, usé dos bajos y percusión. 'Let's Go Away For Awhile' se supone que tendría un respaldo vocal, pero decidí dejarla así, así estaba bien.
Brian Wilson.

Neil Young incluyó a "Let's Go Away For Awhile" en su álbum Journey Through the Past.

## Grabación
La mayor parte de "Let's Go Away For Awhile" fue grabada el 18 de enero de 1966 en United Western Recorders. La sección de cuerdas se grabó al día siguiente. Wilson declaró: "Usamos la dinámica como Beethoven. Como sabe, Beethoven, fue el creador de la música dinámica". En 1966, Wilson consideró que esta pista era "la mejor obra de arte" que había hecho hasta ese momento, y que todos los componentes en su producción "funcionaron a la perfección".

## Créditos
Créditos de las notas de la reedición de Pet Sounds de 1999.
- Hal Blaine: batería
- Julius Wechter: tímpano, vibráfono
- Lyle Ritz: Bajo
- Carol Kaye: Bajo
- Al Casey: Guitarra
- Barney Kessel: Guitarra
- Al de Lory: Piano
- Steve Douglas: Saxofón tenor
- Plas Johnson: Saxofón tenor
- Jim Horn: Saxofón barítono
- Jay Migliori: Saxofón barítono
- Roy Caton: Trompeta

- Arnold Belnick: Violín
- James Getzoff: Violín
- William Kurasch: Violín
- Leonard Malarsky: Violín
- Jerome Reisler: Violín
- Ralph Schaeffer: Violín
- Sid Sharp: Violín
- Tibor Zelig: Violín
- Joseph Di Fiore: Viola
- Harry Hyams: Viola
- Justin Di Tullio: Chelo
- Joseph Saxon: Chelo

- Steve Douglas: Flauta
- Jules Jacob: Flauta